# Cave Springs
Cave Springs é uma cidade localizada no estado americano de Arkansas, no Condado de Benton.

## Demografia
Segundo o censo americano de 2000, a sua população era de 1103 habitantes.
Em 2006, foi estimada uma população de 1509, um aumento de 406 (36.8%).

## Geografia
De acordo com o United States Census Bureau, a localidade tem uma área de 18,8 km², sem área coberta por água.

## Localidades na vizinhança
O diagrama seguinte representa as localidades num raio de 16 km ao redor de Cave Springs.